# Croyance

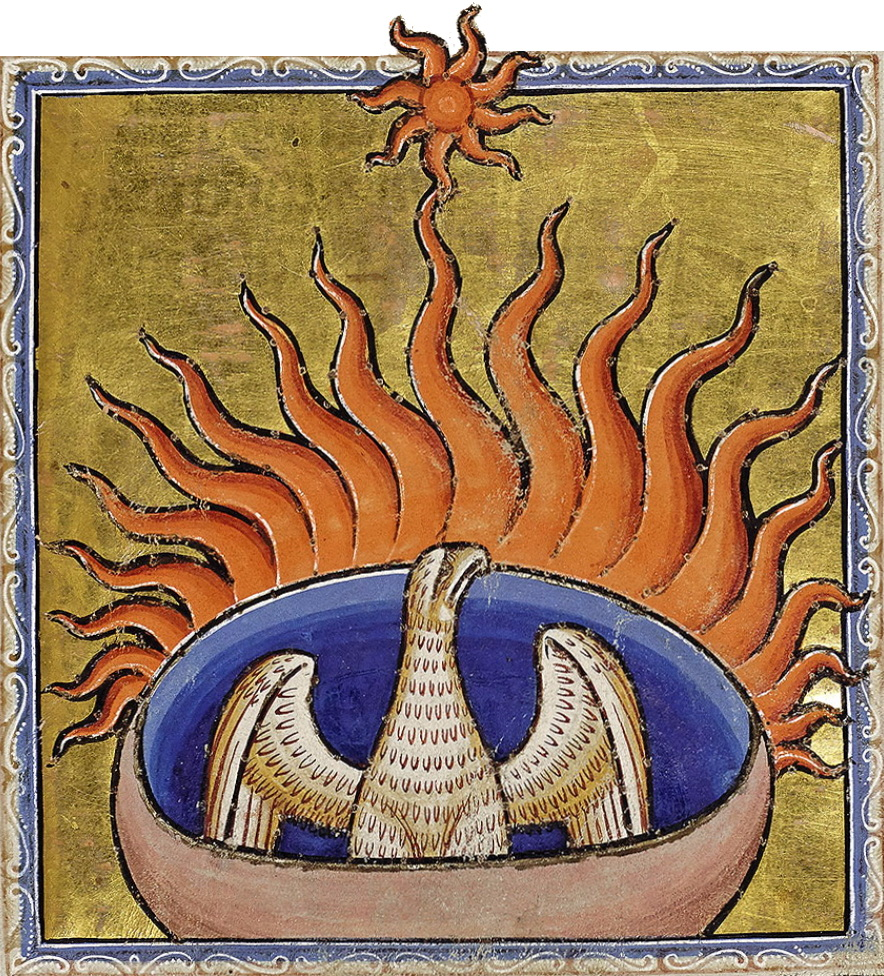
La légende du Phénix renaissant de ses cendres est une croyance en la résurrection si empreinte dans la civilisation occidentale qu'elle est passée sur les plans symbolique et littéraire.
Détail du Bestiaire d'Aberdeen, XIIe siècle.

La croyance est le fait d'attribuer une valeur de vérité à une proposition ou un énoncé, indépendamment des éléments de réalité confirmant ou infirmant cette proposition ou cet énoncé. Le mot peut désigner tantôt le contenu de ce qui est cru, comme dans l'exemple donné par Pascal Engel « croire que le Père Noël existe », tantôt l'attitude ou l'état psychologique de celui qui croit. Le terme de croyance peut indiquer selon le contexte, une adhésion faible, une incertitude quant à un fait ou un énoncé, ou bien une forte conviction, comme pour la foi. Une croyance peut être plus ou moins fondée, plus ou moins justifiée : un préjugé, une opinion, une hypothèse scientifique, une induction sont différentes croyances. Le CNRTL indique que la croyance est une « certitude plus ou moins grande par laquelle l'esprit admet la vérité ou la réalité de quelque chose ».
Le problème de la croyance est étudié tant par les philosophes et les épistémologues, par exemple Platon dans le Théétète, que par les historiens, les anthropologues ou les psychologues. Il s'agit de comprendre et d'évaluer les croyances, de retracer leur genèse et d'établir leur rôle dans le comportement des individus et des sociétés.

## Définitions, étymologie
Le philosophe Pascal Engel souligne la redoutable ambiguïté de la notion ordinaire de croyance. La croyance peut selon lui désigner le contenu de ce qui est cru, ou l'attitude ou l'état psychologique de celui qui croit. La croyance est tantôt incertaine, tantôt exprime une certitude ou conviction. En tout cas, la croyance est l'attribution d'une valeur de vérité à un énoncé, une proposition ou un fait, qui s'exprime sous la forme « Je crois que p ».
Selon les Topiques d'Aristote, l’opinion est la « fermeté de caractère »,,.
Le terme vient de l'ancien français crient, venant du latin creens (« croyant »), du verbe credere (« croire »).

## La Croyance

### Croyance et réalité
Dans son acception minimale la croyance est un phénomène universel qui concerne certains individus, et d'une certaine manière tous les êtres vivants : pour entreprendre une action, il faut « croire » à la possibilité de sa réalisation. Cette forme basique de croyance est l'objet d'étude de la stochastique et de la cybernétique. Le principe général mis en évidence par ces deux domaines est qu'un individu (ou aussi, pour les êtres sociaux, un groupe) ne conduit pas ses actions selon un processus causal linéaire mais fait des hypothèses sur leurs résultats, lesquelles seront infirmées ou confirmées ; en permanence il vérifie ces résultats par les informations en retour qu'il reçoit de son environnement (la rétroaction ou feedback) et ajuste son comportement en fonction de ces informations. Ce phénomène est largement inconscient dans les actions ordinaires, parce que celles-ci portent le plus souvent sur des comportements hautement prévisibles et que les corrections sur les feedbacks négatifs sont mineures. Ce n'est que lors de corrections significatives (trébuchement, heurt d'un obstacle) que l'on retrouve la conscience que ces hypothèses sur la réalité sont approximatives, que ce que l'on « croit » est une approximation de ce qui est effectivement réalisable - mais une approximation assez fiable.
Cette forme ordinaire et immédiate de croyance induit bien sûr une interrogation sur ce qu'est vraiment le libre-arbitre, et pose la question de l'écart entre notre appréciation de ce qu'est une décision consciente ou inconsciente et la réalité du niveau d'action inconsciente dans nos activités habituelles.
Si le plus souvent la croyance est associée au mysticisme et à la religion, elle fait constamment partie de la réalité quotidienne, dans chaque acte et geste de la vie, dans ce qui semble le plus banal ou anodin. Le doute est le mécanisme qui, en chaque individu, remet en cause l'image qu'il se fait de la réalité. Mais comme il est impossible de remettre perpétuellement toutes ses connaissances en cause pour agir, nous agissons selon une approche plus ou moins fine de la réalité selon nos buts, les situations et les contextes.
Par exemple, croire que le relief d'une région est immuable est suffisant et nécessaire dans les contextes de la vie quotidienne, alors qu'un géologue considérera le relief sous un angle dynamique et à longue échéance.
Pour le mathématicien et logicien Frank Ramsey, nos actions sont décidées selon une estimation de leur probabilités de réussite, elles-mêmes estimées selon un degré de croyance envers les informations qui conduisent à cette action. Ainsi, toute information est susceptible d'une confiance graduelle, plutôt que d'une adhésion ou d'un rejet catégorique par un individu donné. Ramsey caractérise ainsi cette notion : « le degré d'une croyance est une propriété causale de cette croyance, que nous pouvons exprimer de façon vague comme la mesure dans laquelle nous sommes prêts à agir sur le fondement de cette croyance. »
Au-delà de la décision d'action, basée sur un ensemble de croyances aux degrés plus ou moins élevés, Ramsey pose un principe de vérité de chacune de ces croyances, dépendant du succès de ces actions. Le principe de Ramsey peut être énoncé ainsi : Les croyances vraies sont celles qui conduisent au succès de nos actions quel que soit le désir en jeu. Dans cette formulation, la notion de variation des possibilités d'application de la croyance, en tant qu’élément de décision d'action vis-à-vis d'un désir, est cruciale car elle impose d'appliquer le principe de Ramsey à un ensemble de situations, et non à une situation particulière, dans lesquelles une croyance déterminée sera impliquée dans des actions dont on pourra estimer le succès.

### Sociologie
Pour le sociologue, la croyance est un ensemble de convictions ou d'idées que les individus considèrent comme vraies et intègrent dans leur représentation du monde. Ces croyances sont souvent influencées par le contexte socioculturel, les interactions sociales et les mécanismes de validation au sein de la société. La croyance joue un rôle central dans la structuration des schèmes d'action et la manière dont les individus perçoivent et interprètent la réalité. Les croyances sont généralement ajustées et modifiées au fil du temps en fonction des retours d'expériences et d'informations nouvelles.
L'individu tend à ajuster ses croyances au réel tel qu'il le perçoit, et inversement (il tend à interpréter le réel en fonction de ses croyances) ; quand le cerveau les considère comme vraies, il les intègre dans notre représentation conceptuelle du monde. La croyance est investie d'un dynamisme liés aux schémas perceptifs et d'action (protocoles élaborés en nous pour sentir, penser, agir).
Au delà de l'individu, existent divers mécanismes sociaux de validation des croyances, que l'on retrouve, parfois amplifiés ou manipulés dans les réseaux sociaux, notamment par les algorithmes et la fabrique du doute. Les individus s’influencent mutuellement, et sont influencés par le contexte socioculturel et médiatique (Conover et al., 2005, p. 273).
Si l'expérience (mise en œuvre de ces protocoles et constatation de leur opérabilité et efficacité pour résoudre une situation problématique) permet à chacun de théoriquement valider ou d'invalider les croyances, celles qui s'avèrent erronées ne sont généralement pas éliminées mais « ajustées ». De nouveaux liens entre les concepts seront testés. On pense que cela nécessite une répétition d'expériences aux résultats peu probants et donc invalidant la ou les croyances pour que celles-ci soient modifiées ou remplacées, consciemment ou non. Les psychothérapies s'appuient entre autres sur ces mécanismes.
La croyance répond à un besoin profond de l'individu, et ne peut être gérée aussi librement que la notion de libre arbitre le laisserait imaginer. La croyance étant consécutive au fonctionnement d'un ensemble de schèmes qui se sont ancrés à un niveau de fonctionnement automatisé dans l'esprit, la difficulté de les faire évoluer s'explique. La croyance peut donc être considérée comme un des constituants de l'habitus.
Tendre vers l'objectivation du réel, dans le respect de la validité épistémologique, induit la prise en compte de la subjectivité. Cette prise en compte permet une mise en perspective (Max Weber), une relativisation des concepts obtenus et, justement, une prise de conscience de l'ensemble des croyances qui filtrent toute réalité.
La foi est liée à un besoin et à la nécessité de le combler et va donc permettre l'activation des mécanismes — accrédités par cette foi — schèmes d'action, non seulement pour construire ces schèmes d'action mais aussi à leur mise en œuvre, au constat de leur validité ou non.
La didactique est basée sur la foi dans le contrat didactique qui autorise la construction des savoirs par l'apprenti.

### Psychanalyse
Selon Donald Winnicott, psychanalyste, le rapport de l'individu à ses croyances est primitivement déterminé par sa relation à sa mère.
C'est elle qui donnera le ton, c'est-à-dire que la qualité de la relation de l'enfant avec sa mère déterminera un ensemble de croyances profondément ancrées en lui qui sera la base de la construction des croyances suivantes et donc de la qualité de la relation du futur adulte à son univers. Or, tout étant reconstitué dans notre esprit sous forme de concepts grâce aux informations livrées par nos sens, c'est là que prend toute l'importance des croyances qui valident ou non ces concepts et autorisent les actions en découlant.

## Croyances autoréalisatrices
Lorsque les comportements des personnes sont modifiés par une croyance, il peut parfois s'ensuivre l'accomplissement de ce que prédisait la croyance : on parle alors de prophétie autoréalisatrice. Cela peut s'observer par exemple en période de tensions internationales, lorsque des informations concernant la pénurie à venir de tel ou tel bien de consommation circulent. Même s'il n'y a pas de réel risque de pénurie, par exemple en sucre, l'approvisionnement massif de la population crée une réelle pénurie de sucre. Cela peut s'observer aussi avec des individus superstitieux, dans le cas où un signe maléfique déstabilise suffisamment la personne et lui fait adopter un comportement à risques.

### Croyance et la philosophie arabe médiévale
On trouve chez des penseurs arabes des interprétations très proches des interprétations actuelles. Selon Al-Ghazali, la croyance désigne ce que le cœur accepte et dont il est satisfait. Ainsi la croyance pourra être relative à ce qui est connu, par l'expérience (comme le goût d'un fruit ou la couleur du ciel qui sont connus par l'observation), par le raisonnement (comme le fait que la moitié d'une chose est plus petite que cette même chose entière) ou par la nouvelle sûre (c'est par cette voie que l'on a connu l'existence des terres lointaines et de certains événements du passé). Ainsi, même sans être allé en Chine ou sans avoir rencontré Jules César, la nouvelle de la constatation de leur existence qui nous aura été rapportée par un nombre de voies tel qu'il exclut pour nous la possibilité raisonnable de croire au mensonge permet de conclure à leur existence. Al-Ghazali qualifiera alors cette croyance de conforme à la science (la connaissance de la personne) et à la raison.
Par ailleurs, la croyance pourra être relative à ce qui n'est pas réellement connu : il distingue alors l'ignorance, le doute et l'estimation personnelle ou la conviction personnelle. Ainsi Al-Ghazali préconise de ne croire que ce qui est su, même si l'on agit parfois selon ses propres estimations, sans pour autant avoir de preuve. Ainsi selon lui, la croyance musulmane est fondée sur ce qui est su à l'exclusion de toute autre source tandis qu'il est valable, dans les jugements, d'agir selon l'estimation des savants et des juges.

## Les croyances

### Croyances, religions et philosophies
Les religions et philosophies sont bâties sur un ensemble de croyances, et fonctionnent grâce à des dogmes, ou à des doctrines auxquels le croyant adhère. Le croyant est alors celui qui a la foi, c’est-à-dire qu'il se situe dans un état d'adhésion réfléchie et active aux éléments fondamentaux de sa religion. Les croyances fondamentales varient selon les religions. Selon Tylor, la croyance en une âme immatérielle et subsistant après la mort est à l'origine de toutes les religions, et constitue donc l'élément primordial. De même, Paul Diel présente dans La Divinité un enchaînement logique, sous l'angle psychanalytique, reliant l'animisme au monothéisme, avec l'effroi métaphysique comme moteur principal. Pour lui, l'angoisse de la mort serait donc à la base de la croyance en une divinité.
La paléoanthropologie situe l'apparition des rites funéraires dans les sociétés préhistoriques dès -300 000 ans par des marques de rituels autour des morts, puis avec plus de détails avec des sépultures dès -100 000 ans. Les concepts d’âme et d’au-delà seraient donc nés dans cet intervalle.
Les croyances relatives aux mythes, légendes et divinités sont alors des croyances secondaires sur lesquelles sont bâties les doctrines spécifiques de chaque religion, dont l'observation par les individus conditionne leur sort dans l'au-delà. Selon D'Holbach, seule la peur suscitée par les puissances imaginaires est responsable de l'attitude religieuse.
La part de chacune de ces croyances, âme, mythes, êtres divins, varie selon les religions. Par exemple, le taoïsme et le bouddhisme ne nécessitent pas une croyance en un ou plusieurs dieux, alors que dans les religions monothéistes, la croyance en Dieu est l'élément primordial. Dans tous les cas, cependant, la croyance que la conformation de l'individu à l'ordre des choses révélées par les mythes, ou aux révélations divines, conditionne ce qu'il advient de l'âme après la mort constitue la base du fonctionnement de la religion et de l'application de ses dogmes.
De même, les philosophies sont bâties sur des croyances relatives à la nature de l'univers et au sens de l'existence. Ainsi, l'hédonisme postule que les plaisirs sont le sens de la vie. Pour le stoïcisme comme pour le bouddhisme, c'est au contraire la capacité à s'en détacher. Un postulat fréquent est que l'univers a un ordre préétabli, appelé logos, et que le but de la vie est de s'y conformer au mieux. Pour le pythagorisme, ceci peut se faire un chemin à travers la connaissance des nombres.
Plus généralement, tout sens de l'existence ou de l'histoire est une croyance. Les idéologies comme le libéralisme et le socialisme sont ainsi des croyances.
L'athéisme est l'absence de croyance ou le refus de croire en un dieu ou une divinité.
L'agnosticisme affirme que ce qui dépasse l'expérience humaine (ce qui est métaphysique) est inconnaissable et ne se prononce pas sur l'existence d'un dieu ou une divinité.

### Croyances et superstitions
La superstition est une attitude faisant intervenir la croyance. Cependant, la superstition se distingue de la croyance car il s'agit d'un attachement à certaines pratiques ou faits observés, sans qu'aucune explication de cause à effet ne soit donnée, et qui peuvent donc être fausses.
Les superstitions étaient très nombreuses durant les guerres, adossées à des pratiques religieuses (prières pour éviter la mort, signes annonciateurs de la fin de la guerre etc.). Il s'agissait alors d'aider spirituellement les soldats qui étaient au front. À la fin de la guerre, l'ampleur du phénomène a alerté le clergé qui distingue foi et superstition. Ces pratiques de dévotion n'étant pas maitrisées par la hiérarchie ecclésiastiques, elles sont considérées comme utilitaristes et anti-spirituelles, empreintes de fatalisme, provoquant la paresse mentale voire morale, et elles ont été condamnées. Elles ont été un sujet d'étude pour les observateurs de ces pratiques qui les ont étudiées comme des faits anthropologiques.
Cependant, certaines superstitions peuvent découler de réels dangers, et contribuer à les éviter. Ainsi, un aspect maléfique et mystérieux peut être attribué à des montagnes inhospitalières, ou à des rivières dangereuses, car des individus n'en sont pas revenus sans que l'on connaisse les circonstances exactes de leur disparition. Ce type de superstition tend à disparaître avec la diminution des espaces inexplorés, mais était encore fréquent en France au XIXe siècle, par exemple vis-à-vis des canyons.

### Croyances et science
La science est une production collective bâtie sur l'expérimentation, l'épistémologie et constitue une unité grâce à une liaison et à une confrontation permanentes avec la « réalité » empirique. La science se doit de remettre régulièrement en doute son contenu et entretient un réseau cohérent de connaissances, par la publication des travaux de recherche. L'adhésion aux théories scientifiques, par les scientifiques compétents, est basée sur la possession de moyens de vérification et de réfutation fournis par les publications. Il s'agit donc d'un mécanisme totalement différent de celui de l'adhésion aux croyances, dans la mesure où la position, certes idéale, du scientifique, n'est pas de croire en sa théorie mais au contraire de l'admettre en recherchant en permanence ses possibilités de fausseté. Karl Popper illustre ainsi cette attitude : « les scientifiques essaient d'éliminer leurs théories fausses, ils essaient de les faire mourir à leur place. Le croyant — qu'il soit animal ou homme — périt avec ses fausses croyances ». Ainsi, si les mécanismes cognitifs régissant l'adhésion aux théories scientifiques d'un utilisateur sont ceux qui sont applicables à toute croyance en tant que disposition à agir, l'application de la démarche scientifique rigoureuse pousse l'individu à abandonner toute tendance à écarter le doute. Bertrand Russell introduit à ce sujet la notion d'« émotion » de la croyance, qui selon lui doit être écartée de l'épistémologie : « l'émotion n'est pas une relation avec les objets de la croyance, mais un fait mental nouveau, causé peut-être par la croyance, mais tout à fait distinct d'elle. Il semblerait que son intensité ne soit pas véritablement proportionnelle à notre certitude, mais à l'énergie avec laquelle nous repoussons le doute ».
On constate un paradoxe entre « la règle nécessaire d'objectivation » du réel (nécessité épistémologique, méthodologie scientifique), c'est-à-dire de production des savoirs empiriquement vérifiables et la nécessité d'une foi pour y arriver. « De nombreux scientifiques ont effectivement admis que des principes comme celui de l'uniformité du cours de la nature et même déjà simplement celui de la connaissabilité et de la compréhensibilité de la réalité constituaient pour eux des présupposés fondamentaux qui sont de nature religieuse, plutôt que réellement scientifique », écrit ainsi Jacques Bouveresse. Mais ce paradoxe disparaît si l'on considère que l'utilisation d'un outil (la « règle ») nécessite la certitude qu'il produira ce qui est attendu, c'est-à-dire des savoirs universels et diachroniques. Autrement dit, « croire pour parvenir à savoir n'est pas la même chose que croire simplement parce qu'on en éprouve le besoin. » Jacques Bouveresse écrit les lignes suivantes à propos de William James :

« James peut sembler évidemment marquer un point important lorsqu'il souligne que les scientifiques ont aussi leurs articles de foi et qu'ils se comportent de façon arbitraire quand ils essaient de faire reconnaître les convictions de nature religieuse dont ils ont besoin pour la pratique de la science comme étant les seules qui soient légitimes : « la nécessité de la foi comme ingrédient dans notre attitude mentale est une chose sur laquelle insistent fortement les philosophes scientifiques de l'époque présente ; mais par un caprice singulièrement arbitraire ils disent qu'elle n'est légitime que quand elle est utilisée dans l'intérêt d'une proposition particulière — à savoir la proposition selon laquelle le cours de la nature est uniforme. Que la nature suivra demain les mêmes lois qu'elle suit aujourd'hui, est, admettent-ils tous, une vérité qu'aucun homme ne peut connaître ; mais dans l'intérêt de la connaissance aussi bien que de l'action nous devons la postuler ou l'assumer. » »

— Jacques Bouveresse[réf. incomplète]
Ainsi, on constate, qu'au niveau des individus et de la société, théories scientifiques et croyances se chevauchent parfois et que la science elle-même est objet de croyance. Par exemple, la spiritualité New Age, quand elle interprète les principes de la physique quantique, est qualifiée de mysticisme quantique.
Au niveau d'un « simple quidam » ne maîtrisant pas le paradigme des sciences, les données scientifiques sont difficilement vérifiables (le rayonnement cosmique, les éruptions solaires, la mécanique quantique, les atomes…). Elles doivent donc être d'emblée considérées comme vraies car validées par la communauté scientifique si cependant elles entrent dans — ou n'entrent pas en conflit avec — le système de croyances individuel ou collectif.
Au niveau d'une société, la validation des savoirs et donc l'autorisation d'adhérer à un concept (y accorder foi) est institutionnellement assurée par la science et par les groupes d'influence. Il existe cependant de nombreux dérapages dans la foi accordée aux avancées scientifiques. Les groupes d'influence peuvent détourner (de bonne foi ou à mauvais escient) des données pour créer des croyances afin de légitimer certaines pratiques.
(Voir aussi le statut particulier des axiomes, postulats ou principe physique).

### Évolution des croyances
Dans la lignée de sa formulation du darwinisme, basée sur le fonctionnement autonome de réplicateurs (les gènes en biologie), le biologiste Richard Dawkins a émis l'hypothèse, en 1976, que des idées ou des comportements pouvaient suivre les lois de l'évolution darwinienne. Dans cette conception, les réplicateurs, appelés mèmes, sont des unités d'information qui passent d'un individu à l'autre par la discussion et l'imitation. Les croyances seraient ainsi soumises aux principes de la sélection naturelle et évolueraient d'une façon plus ou moins autonome. La mémétique est l'étude de ces phénomènes.

### Croyances et dissonance cognitive
Les croyances ont tenu une grande importance dans la psychologie expérimentale et notamment dans les travaux se situant dans la lignée de ceux du psychologue Festinger sur la dissonance cognitive. Dans cette conception, toute information faisant partie d'un ensemble de croyances reliées entre elles et partagées par une communauté, comme le sont par exemple les divers éléments de croyance d'une religion, est soumise aux principes de la dissonance cognitive, ainsi que tout élément cognitif nouveau soumis à un individu possédant ces croyances. Cela entraîne diverses conséquences :
- une situation d'inconfort de tout individu percevant la désapprobation des autres membres de sa communauté sur ses opinions ;
- de grandes possibilités de perception erronée ou de mauvaise interprétation des informations, lorsqu'elles entraînent une dissonance avec les croyances d'un individu et que celles-ci ne sont pas modifiées par ces informations ;
- une grande dépendance aux règles de la dissonance cognitive de tous les éléments cognitifs détachés de la réalité et non vérifiables, comme l'existence de l'âme ou d'esprits.

Festinger défend la thèse soutenant le rôle du support social dans le maintien des croyances à partir d’un fait divers dans lequel les membres d’une secte, basée sur la croyance en un « contact avec des êtres supérieurs », font une prévision relative à la survenue d'un « cataclysme » à une date précise, et à la « venue d’une soucoupe volante », évènements qui n’ont pas eu lieu à cette date. L'adhésion au « contact avec les êtres supérieurs » s'est maintenue dans un petit groupe de membres de la secte, dans lesquels les liens se sont renforcés, alors que les membres isolés ont abandonné leur croyance. Par la suite, le petit groupe s'est mis à faire du prosélytisme, afin de trouver dans son environnement social un support nécessaire pour éviter une forte dissonance cognitive avec l'échec avéré des prévisions.
Ces éléments ont été développés par le sociologue français Bourdieu sous le terme habitus, comme règle implicite d'un groupe.
Selon le sociologue Gérald Bronner, la diffusion des croyances est d’abord la conséquence de l’histoire de la structuration du marché cognitif : libéralisation de l’offre et progrès vertigineux de la demande ont entraîné une nombreuse série d’effets (concurrence accrue des médias, diminution du temps d’incubation des produits cognitifs, effet Olson, effet Fort, avarice cognitive). Il résulte ensuite des revendications du triumvirat démocratique qui s’adosse techniquement à cette révolution du marché cognitif (transparence, mutualisation des savoirs). Enfin, ces deux processus aboutissent de façon émergente à ce qu'il nomme « la démocratie des crédules »…